# Schebera (Unternehmen)

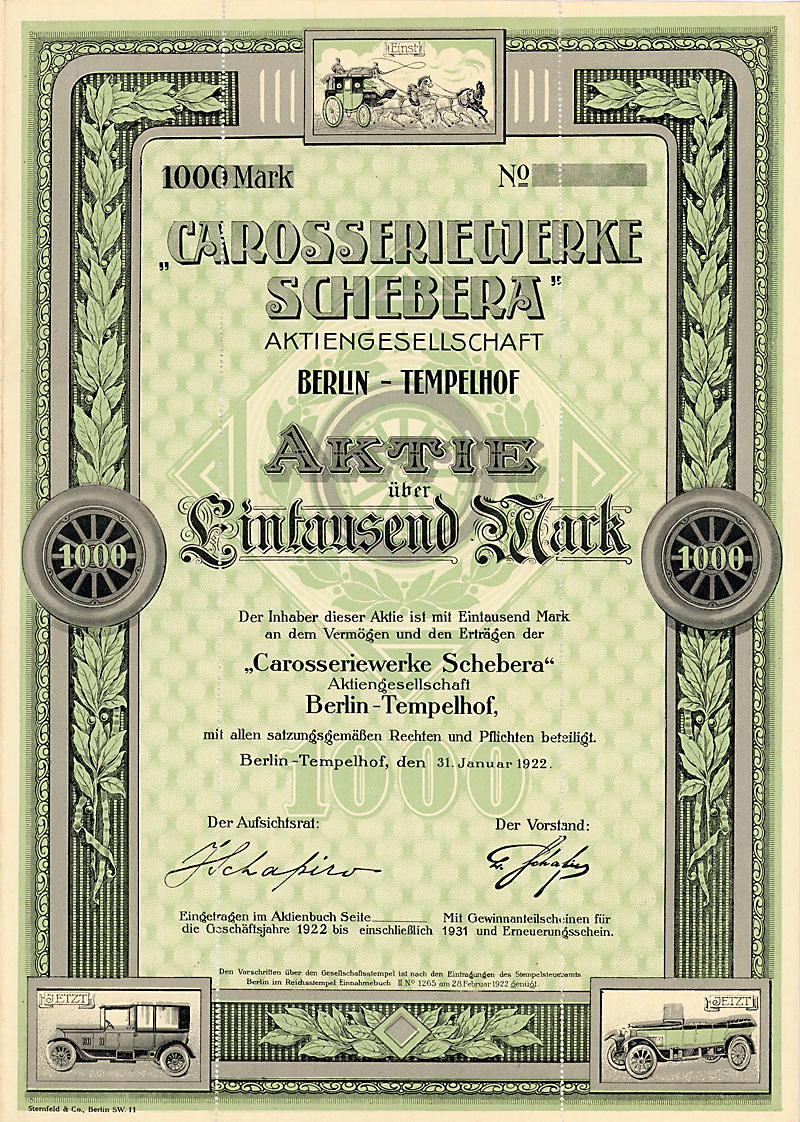
Aktienmuster der Carosseriewerk Schebera AG vom 31. Januar 1922

Die Carrosserie Schebera GmbH wurde im Februar 1911 von Ernst Schebera und dem Kaufmann Paul Günther, der Inhaber der Heilbronner Fahrzeug-Fabrik war, in Berlin-Tempelhof gegründet. Gegenstand des Unternehmens war laut Handelsregistereintrag „die Errichtung einer Karosseriefabrik, Einkauf von Materialien, Verarbeitung derselben, Herstellung von Karosserien und Verkauf derselben und alle damit zusammenhängenden Geschäfte sowie Beteiligung an gleichartigen Unternehmungen“. 1919 wanderte Schebera in die USA aus und arbeitete anschließend für die Fleetwood Metal Body Co. Jacob Schapiro wurde neuer Geschäftsführer und später auch Eigentümer der Carrosserie Schebera. Im Mai 1920 war Schapiro Mitgründer der Carosseriewerke Schebera AG, Vorstand wurde Major a. D. Hans Köppen. Im Mai 1922 beteiligte sich die AG an der Gründung der Cyklon Automobilwerke AG, bei der Schapiro selbst die Leitung als Vorstand übernahm. Durch Beschluss der Generalversammlung vom 27. Dezember 1924 erfolgte die Umfirmierung der Carosseriewerke Schebera AG in die Schebera AG Automobilwerke.
Paul Günthers Heilbronner Firma, im November 1920 in Süddeutsche Karosseriewerke Schebera GmbH umbenannt, wurde im März 1921 in eine Aktiengesellschaft umgewandelt und firmierte als Süddeutsche Carosseriewerke Schebera AG. Der Berliner Betrieb firmierte ab Mai 1922 als Schebera Automobilverkaufsgesellschaft m.b.H. für die Marken Benz & Cie. und Protos und wurde zeitweise zum größten Autohaus Deutschlands.
Die Niederlassung in Heilbronn stellte Kleinwagen, zunächst mit Motoren und Fahrgestellen der Cyklon Maschinenfabrik, Berlin, und später der NSU-Werke her. Der Verkauf lief schleppend; der größte Teil der Produktion, etwa 1000 Autos, wurde an Schapiros Berliner Droschkenbetrieb Kandelhardt AG geliefert.
1926 musste NSU die vor dem Bankrott stehende Berliner Schebera AG Automobilwerke übernehmen. Die Süddeutsche Carosseriewerke AG in Heilbronn wurde durch Beschluss der Generalversammlung vom 25. Oktober 1930 aufgelöst. Die Karosseriefertigung ging an die Drauz-Werke.

## PKW-Modelle

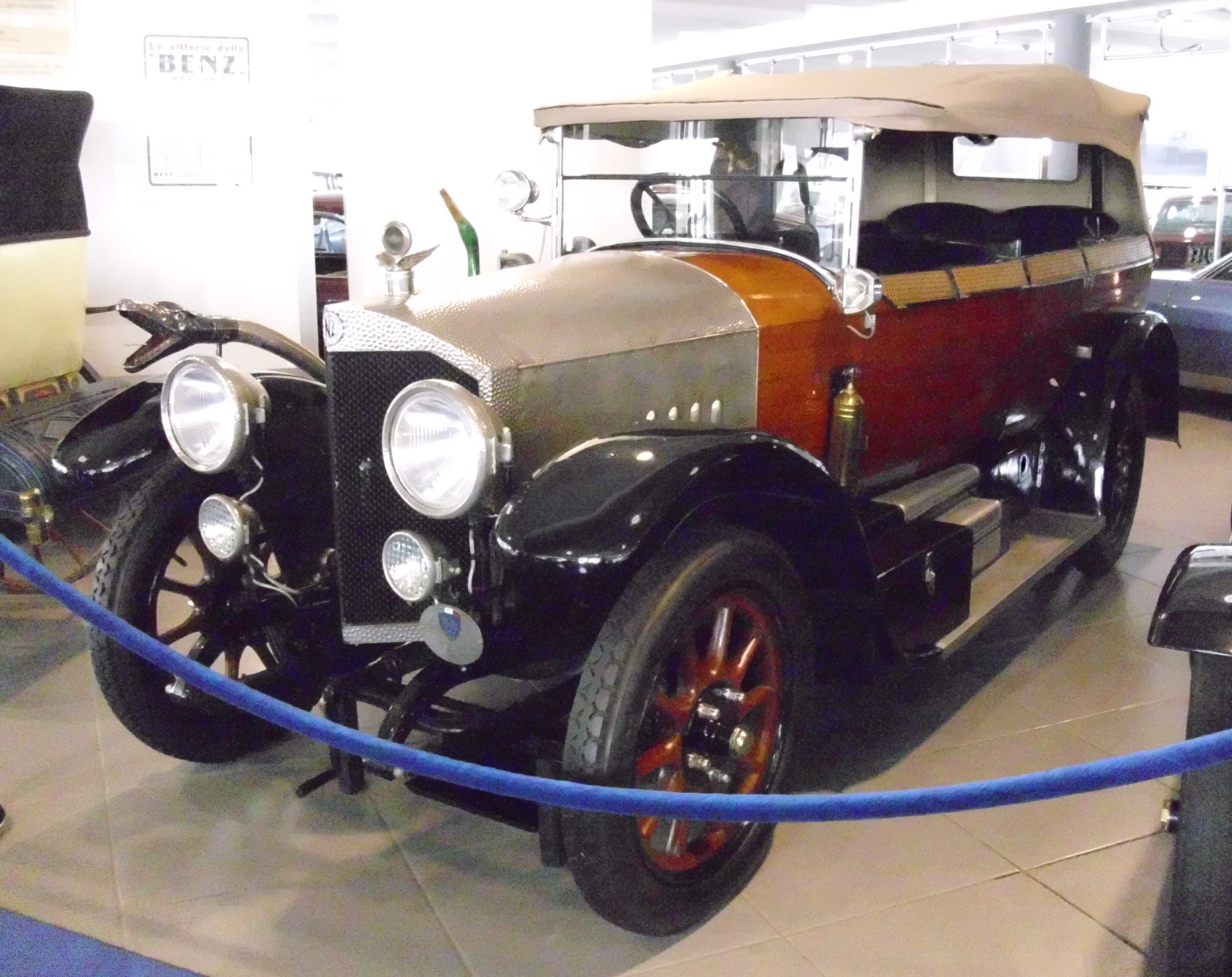
Benz 8/20 PS von 1914 mit einer Karosserie von Schebera

| Typ     | Bauzeitraum | Zylinder         | Hubraum  | Leistung        | Vmax    |
| ------- | ----------- | ---------------- | -------- | --------------- | ------- |
| 5/18 PS | 1922/1923   | 4 Reihe (Cyklon) | 1300 cm³ | 18 PS (13,2 kW) |         |
| 5/20 PS | 1924/1925   | 4 Reihe (Cyklon) | 1300 cm³ | 20 PS (14,7 kW) |         |
| 5/25 PS | 1925/1926   | 4 Reihe (NSU)    | 1309 cm³ | 25 PS (18,4 kW) | 80 km/h |

## Rolls-Royce Skiff
Um 1920 baute Schapiro-Schebera für den Rolls-Royce 40/50 hp („Silver Ghost“) mit der Fahrgestellnummer 54PB eine Karosserie. Das Fahrzeug war zwar bereits 1914 entstanden, sein belgischer Eigentümer ließ es aber wohl neu karossieren. Der Entwurf für die offene Skiff-Torpedo-Karosserie stammt wahrscheinlich von Ernst Neumann-Neander (1871–1954). Der Aufbau von Schapiro-Schebera entsprach höchster Handwerkskunst. Blech wurde vor allem für die Motorhaube und die Kotflügel verwendet, der eigentliche Karosseriekörper wurde nach alter Schiffsbaumethode auf Spant gebaut. Um Gewicht zu sparen und die Steifigkeit der Karosserie zu erhöhen, gab es keine Türen; das Fahrzeug wurde wie ein Boot über die Seitenwand bestiegen. Verwendet wurden Mahagoni-Holzplanken. Die Konstruktion lief in einem bootsförmigen Spitzheck aus. Untypischerweise gab es eine Innenverkleidung.

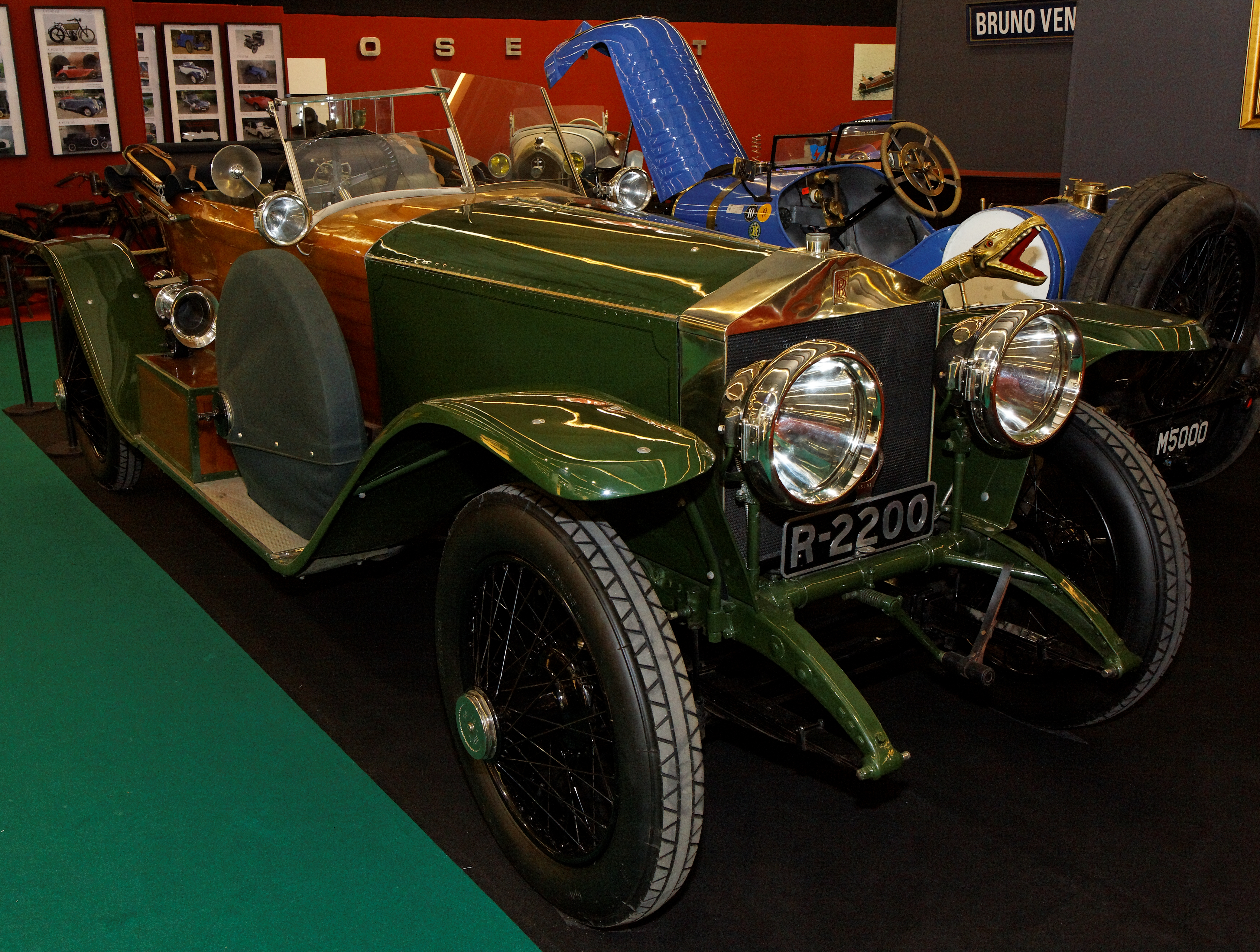
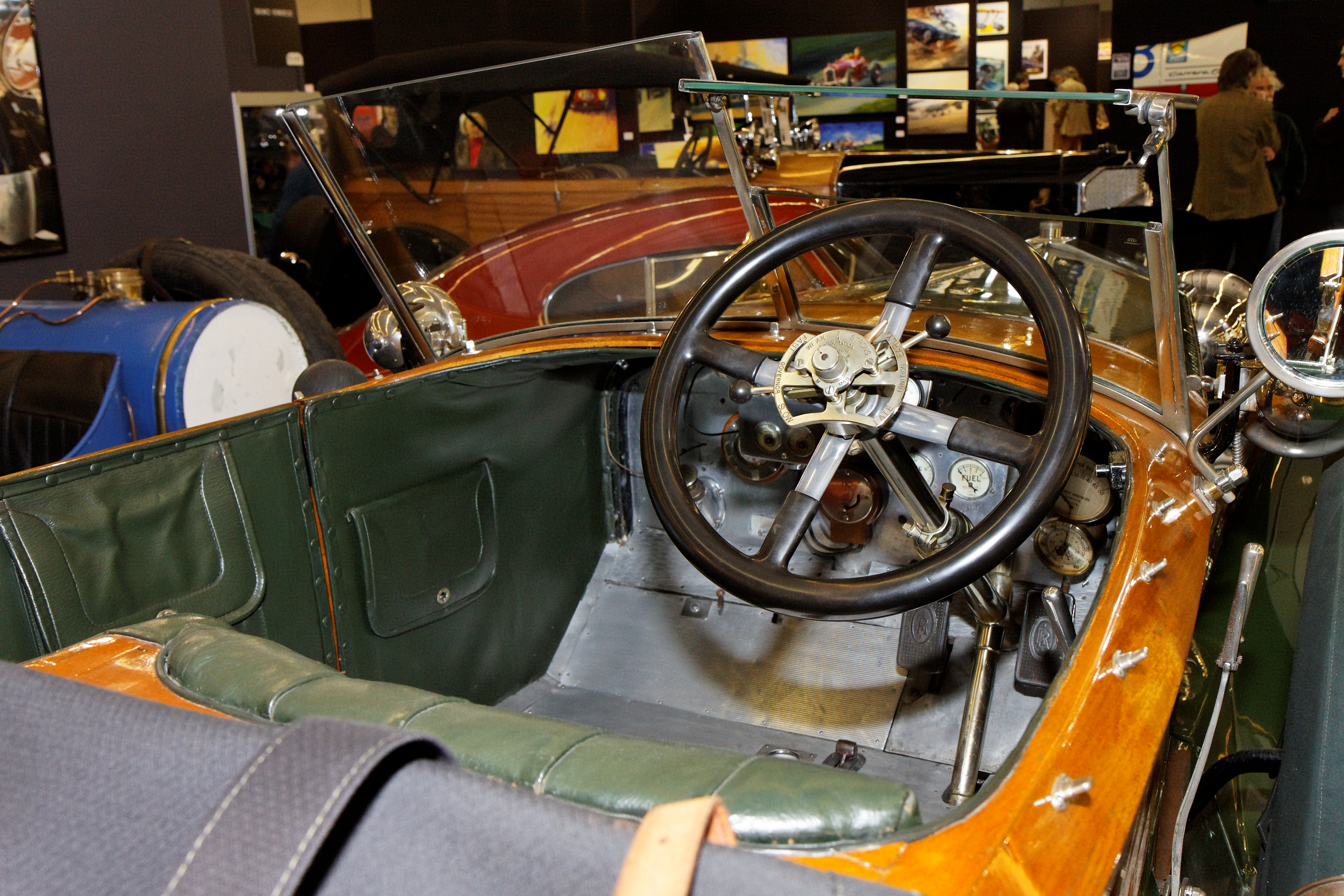
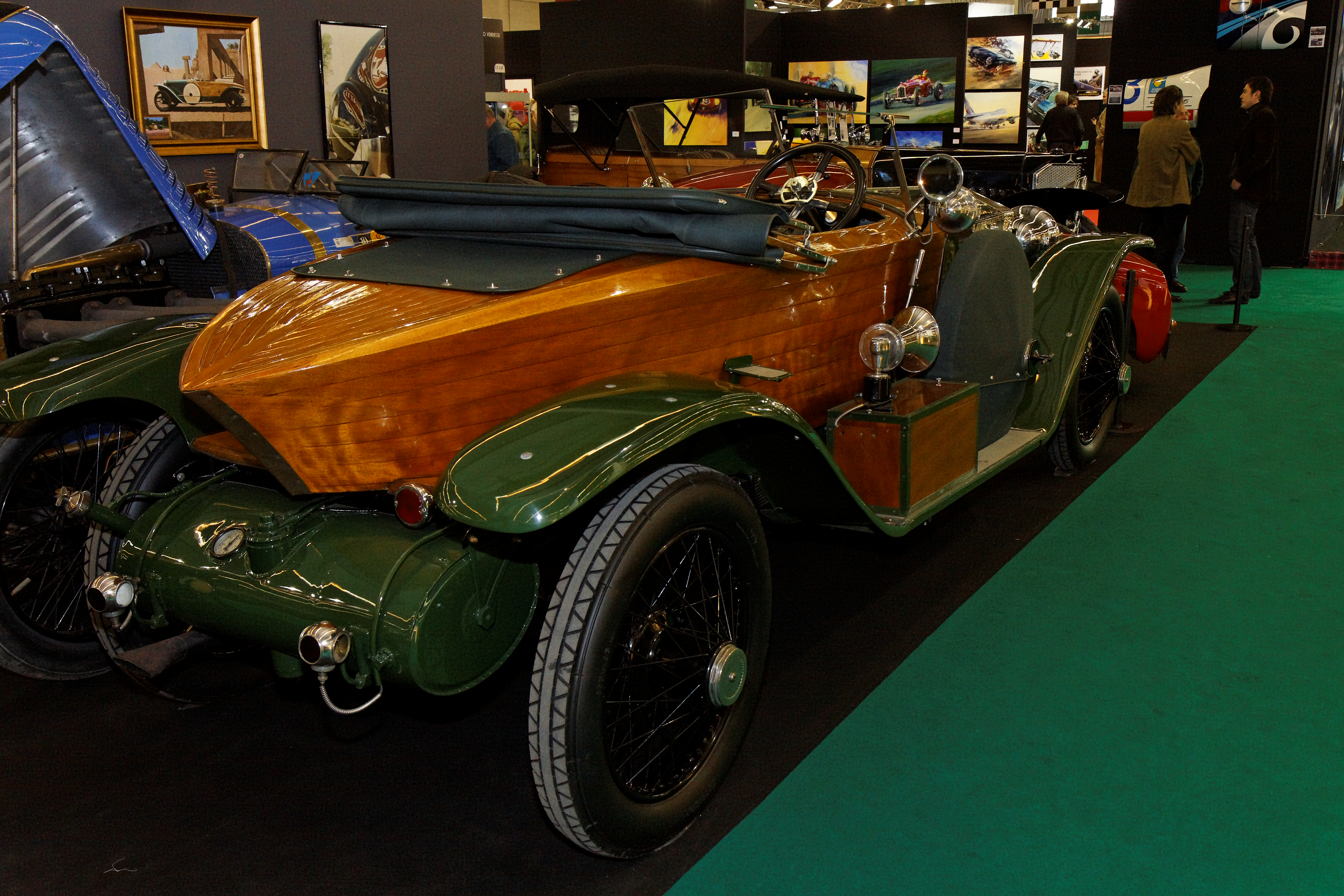